# مگس‌گیر ملوک
مگس‌گیر ملوک (نام علمی: Myiagra galeata) نام یک گونه از سرده مگس‌گیرهای نوک‌پهن است.